# ISO 3166-2:CZ
ISO 3166-2:CZ é a entrada para o nome oficial República Checa em ISO 3166-2, parte da norma ISO 3166  publicada pela Organização Internacional para Padronização (ISO), que define códigos para os nomes das principais subdivisões (ex., províncias ou estados) de todos países codificado no ISO 3166-1.
Atualmente, para a República Tcheca, códigos 
ISO 3166-2 são definidos para dois níveis de subdivisões:
- 14 regiões
- 91 distritos (incluindo 15 distritos de Praga)

Cada código consiste em duas partes, separadas por um hífen. A primeira parte é CZ, o código ISO 3166-1 alfa-2 da República Tcheca. A segunda parte é uma das seguintes:
- duas letras: regiões
- três caracteres (dois dígitos seguidos de um dígito ou uma letra): distritos

Para os distritos, os dois primeiros algarismos indicam a região em que se situa o distrito (com base no original códigos NUTS da região):
- 10: Praga
- 20: Boêmia Central
- 31: Boêmia do Sul
- 32: Plzeň (região)
- 41: Karlovy Vary (região)
- 42: Ústí nad Labem (região)
- 51: Liberec (região)
- 52: Hradec Králové (região)
- 53: Pardubice (região)
- 61: Vysočina (região)
- 62: Morávia do Sul
- 71: Olomouc (região)
- 72: Zlín (região)
- 80: Morávia-Silésia

## Códigos atuais
Os nomes de subdivisão são listados como na norma ISO 3166-2 publicada pela ISO 3166 Maintenance Agency (ISO 3166 / MA).
Os nomes das subdivisões são classificados em ordem do alfabeto checo: a (á), b, c, č, d (ď), e (é) (ě), f, g, h, ch, i (í), j, k, l, m, n (ň), o (ó), p, q, r, ř, s, š, t (ť), u (ú) (ů), v, w, x, y (ý), z, ž.
Clique no botão no cabeçalho para classificar cada coluna.

### Regiões
| Código | Nome da subdivisão (cs) | Nome da subdivisão (pt) |
| ------ | ----------------------- | ----------------------- |
| CZ-JC  | Jihočeský kraj          | Boêmia do Sul           |
| CZ-JM  | Jihomoravský kraj       | Morávia do Sul          |
| CZ-KA  | Karlovarský kraj        | Karlovy Vary            |
| CZ-KR  | Královéhradecký kraj    | Hradec Králové          |
| CZ-LI  | Liberecký kraj          | Liberec                 |
| CZ-MO  | Moravskoslezský kraj    | Morávia-Silésia         |
| CZ-OL  | Olomoucký kraj          | Olomouc                 |
| CZ-PA  | Pardubický kraj         | Pardubice               |
| CZ-PL  | Plzeňský kraj           | Plzeň                   |
| CZ-PR  | Praga, hlavní město     | Praga                   |
| CZ-ST  | Středočeský kraj        | Boêmia Central          |
| CZ-US  | Ústecký kraj            | Ústí nad Labem          |
| CZ-VY  | Vysočina                | Vysočina                |
| CZ-ZL  | Zlínský kraj            | Zlín                    |

Notas
1. ↑  Apenas para referência, o nome inglês não está incluído na norma ISO 3166-2.

### Distritos
| Código | Nome da subdivisão  | Na região |
| ------ | ------------------- | --------- |
| CZ-201 | Benešov             | ST        |
| CZ-202 | Beroun              | ST        |
| CZ-621 | Blansko             | JM        |
| CZ-622 | Brno-město          | JM        |
| CZ-623 | Brno-venkov         | JM        |
| CZ-801 | Bruntál             | MO        |
| CZ-624 | Břeclav             | JM        |
| CZ-511 | Česká Lípa          | LI        |
| CZ-311 | České Budějovice    | JC        |
| CZ-312 | Český Krumlov       | JC        |
| CZ-421 | Děčín               | US        |
| CZ-321 | Domažlice           | PL        |
| CZ-802 | Frýdek-Místek       | MO        |
| CZ-611 | Havlíčkův Brod      | VY        |
| CZ-625 | Hodonín             | JM        |
| CZ-521 | Hradec Králové      | KR        |
| CZ-411 | Cheb                | KA        |
| CZ-422 | Chomutov            | US        |
| CZ-531 | Chrudim             | PA        |
| CZ-512 | Jablonec nad Nisou  | LI        |
| CZ-711 | Jeseník             | OL        |
| CZ-522 | Jičín               | KR        |
| CZ-612 | Jihlava             | VY        |
| CZ-313 | Jindřichův Hradec   | JC        |
| CZ-412 | Karlovy Vary        | KA        |
| CZ-803 | Karviná             | MO        |
| CZ-203 | Kladno              | ST        |
| CZ-322 | Klatovy             | PL        |
| CZ-204 | Kolín               | ST        |
| CZ-721 | Kroměříž            | ZL        |
| CZ-205 | Kutná Hora          | ST        |
| CZ-513 | Liberec             | LI        |
| CZ-423 | Litoměřice          | US        |
| CZ-424 | Louny               | US        |
| CZ-206 | Mělník              | ST        |
| CZ-207 | Mladá Boleslav      | ST        |
| CZ-425 | Most                | US        |
| CZ-523 | Náchod              | KR        |
| CZ-804 | Nový Jičín          | MO        |
| CZ-208 | Nymburk             | ST        |
| CZ-712 | Olomouc             | OL        |
| CZ-805 | Opava               | MO        |
| CZ-806 | Ostrava-město       | MO        |
| CZ-532 | Pardubice           | PA        |
| CZ-613 | Pelhřimov           | VY        |
| CZ-314 | Písek               | JC        |
| CZ-324 | Plzeň-jih           | PL        |
| CZ-323 | Plzeň-město         | PL        |
| CZ-325 | Plzeň-sever         | PL        |
| CZ-101 | Praga 1             | PR        |
| CZ-102 | Praga 2             | PR        |
| CZ-103 | Praga 3             | PR        |
| CZ-104 | Praga 4             | PR        |
| CZ-105 | Praga 5             | PR        |
| CZ-106 | Praga 6             | PR        |
| CZ-107 | Praga 7             | PR        |
| CZ-108 | Praga 8             | PR        |
| CZ-109 | Praga 9             | PR        |
| CZ-10A | Praga 10            | PR        |
| CZ-10B | Praga 11            | PR        |
| CZ-10C | Praga 12            | PR        |
| CZ-10D | Praga 13            | PR        |
| CZ-10E | Praga 14            | PR        |
| CZ-10F | Praga 15            | PR        |
| CZ-209 | Praga-východ        | ST        |
| CZ-20A | Praga-západ         | ST        |
| CZ-315 | Prachatice          | JC        |
| CZ-713 | Prostějov           | OL        |
| CZ-714 | Přerov              | OL        |
| CZ-20B | Příbram             | ST        |
| CZ-20C | Rakovník            | ST        |
| CZ-326 | Rokycany            | PL        |
| CZ-524 | Rychnov nad Kněžnou | KR        |
| CZ-514 | Semily              | LI        |
| CZ-413 | Sokolov             | KA        |
| CZ-316 | Strakonice          | JC        |
| CZ-533 | Svitavy             | PA        |
| CZ-715 | Šumperk             | OL        |
| CZ-317 | Tábor               | JC        |
| CZ-327 | Tachov              | PL        |
| CZ-426 | Teplice             | US        |
| CZ-525 | Trutnov             | KR        |
| CZ-614 | Třebíč              | VY        |
| CZ-722 | Uherské Hradiště    | ZL        |
| CZ-427 | Ústí nad Labem      | US        |
| CZ-534 | Ústí nad Orlicí     | PA        |
| CZ-723 | Vsetín              | ZL        |
| CZ-626 | Vyškov              | JM        |
| CZ-724 | Zlín                | ZL        |
| CZ-627 | Znojmo              | JM        |
| CZ-615 | Žďár nad Sázavou    | VY        |

## Mudanças
As seguintes alterações à entrada foram anunciadas em boletins pela ISO 3166/MA desde a primeira publicação da ISO 3166-2 em 1998:
| Boletim      | Data de emissão                   | Descrição da alteração no boletim                                                                                           | Alteração de código/subdivisão                                      |
| ------------ | --------------------------------- | --- | ------------------------------------------------------------------- |
| Boletim I-2  | 21-05-2002                        | Completamente novo layout de subdivisão. Nova referência para a fonte da lista                                              | Layout de subdivisão: 1 cidade, 7 regiões (ver abaixo) → 14 regiões |
| Boletim I-3  | 20-08-2002                        | Correção de erros: correção ortográfica e correção de ordem de palavras em CZ-VY. Lista de nomes de subdivisão re-ordenados |                                                                     |
| Boletim I-5  | 05-09-2003                        | Correção ortográfica em CZ-PR e ajuste de forma de nome em CZ-VY                                                            |                                                                     |
| Boletim I-9  | 28-11-2007                        | Adição de subdivisões administrativas e de seus elementos de código                                                         | Subdivisões adicionadas: 91 distritos                               |
| Boletim II-1 | 03-02-2010 (corrigido 19-02-2010) | Adição do prefixo do código do país como primeiro elemento de código, reordenação alfabética                                |                                                                     |

### Códigos antes do Boletim I-2
| Código | Nome da subdivisão  | Categoria da subdivisão |
| ------ | ------------------- | ----------------------- |
| CZ-PRG | Praga               | cidade                  |
| CZ-CJC | Jihočeský kraj      | região                  |
| CZ-CJM | Jihomoravský kraj   | região                  |
| CZ-CSC | Severočeský kraj    | região                  |
| CZ-CSM | Severomoravský kraj | região                  |
| CZ-CST | Středočeský kraj    | região                  |
| CZ-CVC | Východočeský kraj   | região                  |
| CZ-CZC | Západočeský kraj    | região                  |